# Olivier Mazel
Olivier Charles Armand Adrien Mazel (* 16. September 1858 in Rennes; † 10. März 1940) war ein französischer Général de division im Ersten Weltkrieg.

## Leben
Im Alter von 18 Jahren trat Mazel im Oktober 1876 in die Militärschule Saint-Cyr ein, die er nach zwei Jahren abschloss. Anschließend besuchte er für ein Jahr die École d'application de la cavalerie in Saumur und kam dann als Sous-Lieutenant zum 10e régiment de hussards, dem er für drei Jahre angehörte und mit dem er zeitweilig in Afrika diente. Bis 1885 diente er anschließend beim 1er régiment de hussards, mit dem er kurzzeitig in Tunesien im Einsatz war. und danach bis 1891 beim 19e régiment de chasseurs à cheval. Als Nächstes wurde er in den Stab des 18. Armeekorps kommandiert, in dem er bis Ende 1895 diente. Es folgte eine zweijährige Dienstzeit als Eskadronschef im 31e régiment de dragons.
Im Jahre 1898 war Mazel im Stab des 20. Armeekorps, danach bis 1900 im Stab der 3. Kavalleriedivision. Nach jeweils kurzem Dienst in mehreren Kavallerieregimentern, zuletzt als Lieutenant-Colonel, kam er 1902 in den Stab des 17. Armeekorps, dem er bis 1905 angehörte. Ab August 1905 befehligte er für fünf Jahre, mit einer kurzen Unterbrechung 1908 an der Spitze des 24e régiment de dragons, die École d'application de la cavalerie und wurde in dieser Stellung bis zum Général de brigade befördert. Es folgten Verwendungen als Kommandeur der 6e brigade de dragons, der 2e brigade de chasseurs, der 77e brigade d’infanterie, der Kavalleriebrigade des 8. Armeekorps und der 14e brigade de dragons bis zum Beginn des Ersten Weltkriegs.
In diesem befehligte er anfangs die 14. Dragonerbrigade, die Teil der 8. Kavalleriedivision war. Mit dieser nahm Mazel an den Grenzschlachten von 1914 im Elsass teil. Ende August 1914 trat er temporär an die Spitze der 66. Infanteriedivision. Anfang Oktober übernahm er, verbunden mit der Beförderung zum Général de division, die 1. Kavalleriedivision, die in der Ersten Flandernschlacht im Einsatz war. Diesen Posten behielt er bis Februar 1915, als er Kommandierender General des 38. Armeekorps wurde. Mit diesem war er für etwas über ein Jahr im Raum Reims im Einsatz.
Ende März 1916 übernahm Mazel für wenige Tage übergangsweise die Führung der 1. Armee, bevor ihm der Befehl über die 5. Armee übertragen wurde, die die Front an der Aisne hielt. Mit seiner 16 Divisionen in fünf Armeekorps umfassenden Armee nahm er ab Mitte April 1917 an der Schlacht an der Aisne teil, die nur minimale Geländegewinne bei horrenden Verlusten brachte. Mazel selbst hatte sich zuvor gegen eine Offensive im Gebiet des Chemin des Dames ausgesprochen. Er wurde dennoch zusammen mit Robert Nivelle und Charles Mangin für den Fehlschlag der Offensive verantwortlich gemacht und am 22. Mai von seinem Posten abberufen.
Nach mehreren Monaten der erzwungenen Untätigkeit wurde Mazel im Januar 1918 an die Spitze der 4e région militaire (Le Mans) gestellt und verblieb auf diesem Posten bis zum Mai 1919. 1920 ging er in den Ruhestand.

## Auszeichnungen
Mazel war seit Juli 1915 Commandeur der Ehrenlegion. Er gehörte dieser seit 1898 als Chevalier an und war 1911 zum Officier ernannt worden. Er war ferner Träger des Croix de Guerre 1914–1918 und mehrerer ausländischer Orden.